# Bateau-mouche

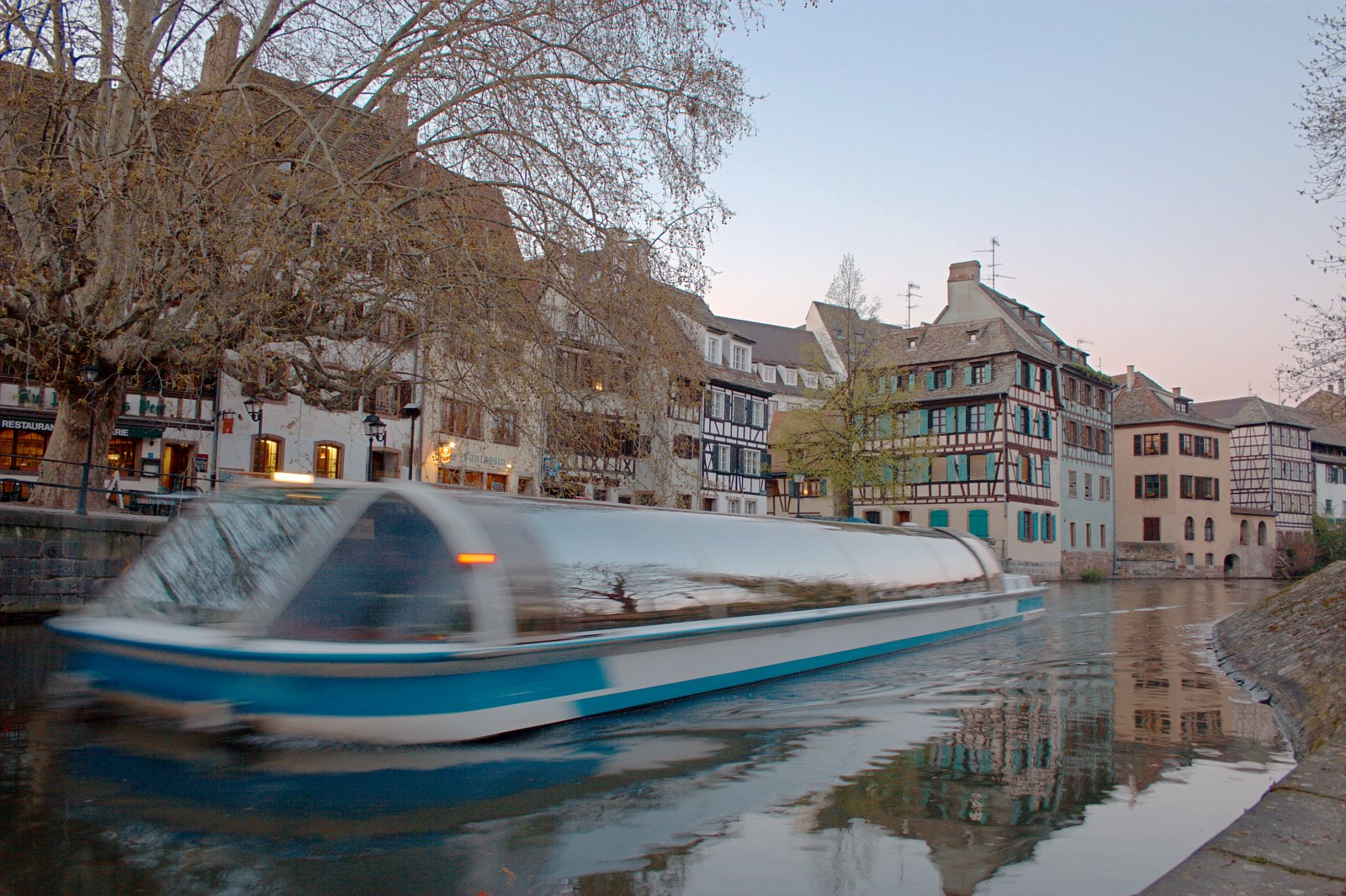
Bateau mouche no rio Ill em Strasbourg

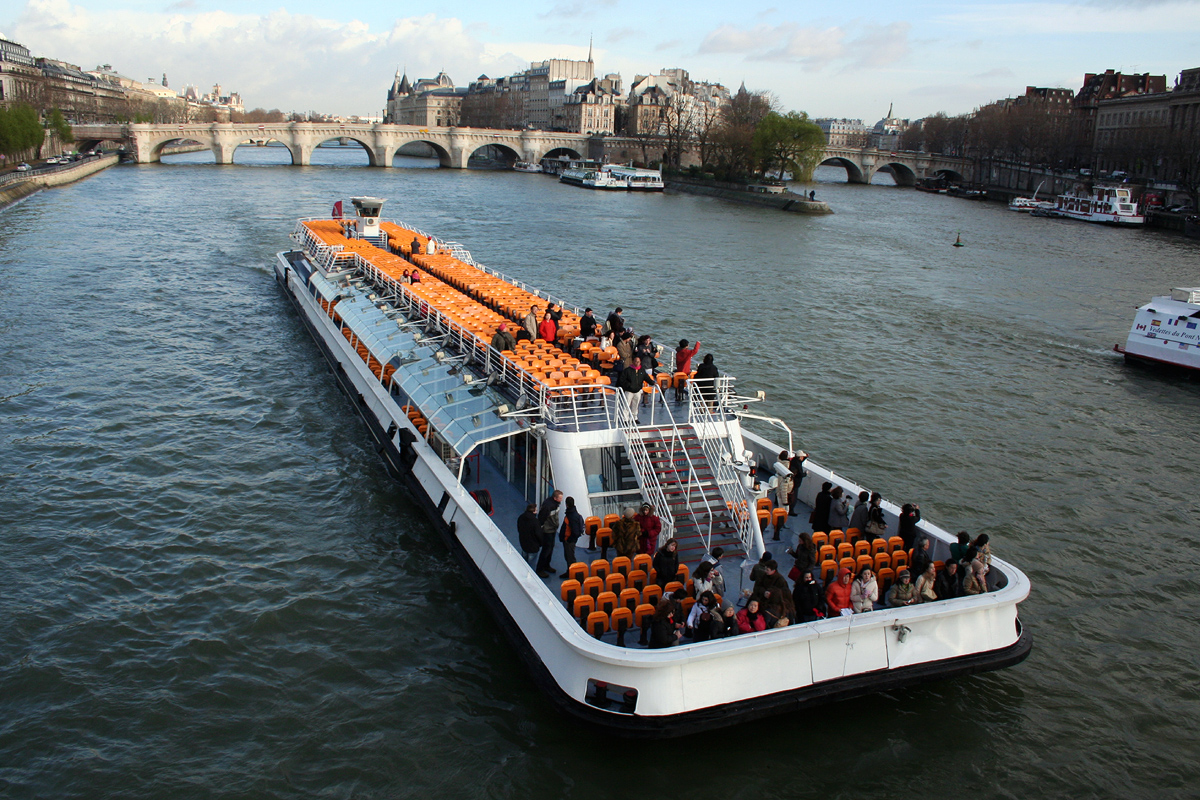
Bateau-mouche no Rio Sena, em Paris.

Bateau-mouche (em francês, em português barco-mosca) é um tipo de embarcação desenhada para servir como plataforma de visita turística, navegando em águas abrigadas (habitualmente rios), em que o convés superior é aberto ou tem uma cobertura transparente, para os passageiros poderem apreciar a paisagem. Os mais conhecidos são os que circulam no rio Sena em Paris, e de onde a designação originalmente apareceu. Na realidade, o termo é uma marca registada da Compagnie des Bateaux Mouches, a principal operadora deste tipo de embarcações no Sena.
O nome foi adoptado para caracterizar este tipo de embarcação um pouco por todo o mundo, sendo usada para os barcos que fazem o mesmo tipo de passeio nos canais de Amesterdão ou Estocolmo. No Brasil, "bateau-mouche" é o nome de registro de uma série embarcações adaptadas para essa mesma finalidade e que exploram o turismo nas águas da Baía de Guanabara.
No Rio de Janeiro, após um acidente onde morreram mais de 50 turistas quando comemoravam um réveillon, o nome "bateau-mouche" tornou-se sinônimo de tragédia.
De acordo com o tipo de navegação e o programa, estas embarcações podem servir refeições e organizar festas; é também comum terem algum tipo de guia (ao vivo ou em gravação) que vai descrevendo aos passageiros aquilo que estão a ver.